# Eubaeorix
Eubaeorix is een geslacht van hooiwagens uit de familie Assamiidae.
De wetenschappelijke naam Eubaeorix is voor het eerst geldig gepubliceerd door Roewer in 1912. 

## Soorten
Eubaeorix is monotypisch en omvat slechts de volgende soort:
- Eubaeorix gravelyi